# اوشیما، توکیو
اوشیما، توکیو (به لاتین: Ōshima, Tokyo) یک منطقهٔ مسکونی در ژاپن است که در Ōshima Subprefecture واقع شده‌است. اوشیما ۹۰٫۷۶ کیلومترمربع مساحت و ۷٬۷۶۲ نفر جمعیت دارد.